# Summa Theologica (Eiximenis)
La Summa Theologica («Summa Teològica») és una obra literària escrita per Francesc Eiximenis en llatí possiblement a principis del segle xv, que pertany al gènere de les summes, que foren l'expressió màxima del saber teològic medieval.

## Descobriment
Sols se conserven, però, uns quants fragments, trobats en l'arxiu de la catedral de València i transcrits i editats pel franciscà valencià León Amorós i publicats a la revista Archivum Franciscanum Historicum el 1959.

## Contingut del fragment conservat
D'entre les matèries que tracta el fragment conservat, la part més substanciosa tracta de la predestinació, de la qual Eiximenis tenia intenció de parlar en el Quart del Crestià (llibre projectat però no escrit). Les altres matèries de les quals tracta són, per aquest ordre: 
- Quid est suppositum («Què és supòsit»).
- Quid est persona («Què és persona»).
- Quid est persona secundum Ricardum («Què és persona segons Ricard», Ricard de Sant Víctor).
- Quid demonstratio propter quid («Què és la demostració a causa de què»).
- Quid demonstratio quia («Què és la demostració per què»).
- Quomodo Deus sit intelligibilis («De quina manera Déu és intel·ligible»).
- De lumine («Sobre la llum»).
- De prescientia Dei («Sobre la presciència de Déu»).

## Datació
Fra León Amorós arriba a la conclusió que aquesta Summa fou escrita simultàniament a la Vida de Jesucrist, donades les contínues referències que en aquesta segona obra fa a la primera, i donat el fet que la Summa sols apareix citada en la Vida de Jesucrist, dins de tot el conjunt de l'obra eiximeniana I la Vida de Jesucrist la conclogué Eiximenis a principis del segle xv.

## Contingut i estructura hipotètica
Quant al possible contingut d'aquesta Summa, L. Amorós, precisament sobre la base d'aquestes al·lusions en la Vida de Jesucrist, diu que podria ser el següent:
- El llibre I tractaria dels Quatre Evangelistes.
- El llibre II tractaria de la predestinació (dins d'ell estaria el fragment conservat referent a aquesta matèria).
- El llibre III no apareix esmentat enlloc.
- El llibre IV apareix en tres diverses referències. En una parla de la circumcisió de Crist. En altra, de la influència dels astres en els homes. I en altra, dels àngels, dels quals ja havia parlat al seu Llibre dels àngels.
- El llibre V tractaria del misteri de la Immaculada Concepció.
- El llibre VI tractaria, com diu el capítol 6è del pròleg de la Vida de Jesucrist, d'innumerables qüestions, e notables, e sentències e difficultats que los grans doctors han mogudes sobre los sancts evangelis (València. BUV. Ms. 209, f. 4r).
- El llibre VII, torna ací a fer referència a la circumcisió de Crist.

Fa una altra referència, però sense especificar el llibre, al sagrament del baptisme. Podem afegir encara que al capítol 53 del 7è tractat de la Vida de Jesucrist es remet a la Summa Theologica, si bé sense especificar-ne un llibre concret respecte a la matèria de la usura (València. BUV. Ms. 209, f. 200r).
De les dades ací aportades dedueix L. Amorós que aquesta Summa Theologica eiximeniana constaria de set llibres.

## Edicions digitals
- Edició dins la Biblioteca Electrònica del NARPAN.
- Edició dins les obres completes de Francesc Eiximenis (en català i en llatí) Arxivat 2012-04-02 a Wayback Machine..